# Henderson (Carolina do Norte)
Henderson é uma cidade localizada no estado norte-americano de Carolina do Norte, no Condado de Vance.

## Demografia
Segundo o censo norte-americano de 2000, a sua população era de 16.095 habitantes.
Em 2006, foi estimada uma população de 16.204, um aumento de 109 (0.7%).

## Geografia
De acordo com o United States Census Bureau tem uma área de 21,3 km², dos quais 21,3 km² cobertos por terra e 0,0 km² cobertos por água. Henderson localiza-se a aproximadamente 147 m acima do nível do mar.

## Localidades na vizinhança
O diagrama seguinte representa as localidades num raio de 20 km ao redor de Henderson.